# Jesús Navas
Jesús Navas González (Los Palacios y Villafranca, 21 november 1985) is een Spaans voormalig betaald voetballer die doorgaans op het middenveld speelde. Hij tekende in juli 2017 een vierjarig contract bij Sevilla, waarvoor hij van 2003 tot en met 2013 ook al uitkwam. Navas speelde in november 2009 zijn eerste interland in het Spaans voetbalelftal, waarmee hij een jaar later het WK 2010 won. Navas won als enige international het wereldkampioenschap, Europees kampioenschap (2 keer) en de UEFA Nations League. In december 2024 beeïndigde Navas zijn voetballoopbaan.

## Clubvoetbal

### Sevilla
Navas begon in zijn jeugd met voetballen bij Unión Deportiva Los Palacios uit zijn geboorteplaats. In 2002 ging hij op zestienjarige leeftijd in het tweede elftal van Sevilla spelen. In zijn eerste seizoen kwam de middenvelder daarin tot zes wedstrijden. In het seizoen 2003/04 groeide hij uit tot een vaste waarde. Navas debuteerde aan het einde van dat seizoen in de hoofdmacht van Sevilla in de Primera División. Een jaar later werd hij ook daarin een vaste waarde. Hij scoorde op 2 februari 2005 in de kwartfinale van de Copa del Rey tegen CA Osasuna zijn eerste doelpunt voor Sevilla. Op 24 april tegen Athletic Bilbao scoorde hij zijn eerste doelpunt in de competitie. 
Op 10 mei 2006 stond hij in de finale van de UEFA Cup tegen Middlesbrough, dat met 4-0 verslagen werd. Drie maanden later stond hij opnieuw in de basis tijdens de UEFA Super Cup (3–0 winst tegen FC Barcelona). Hierin gaf hij een assist op de 2-0 van Frédéric Kanouté. Op 16 mei 2007 stond hij opnieuw in de finale van de UEFA Cup tegen RCD Espanyol, die na 120 minuten in 2-2 eindigde. Navas was hierin opnieuw goed voor een assist op Kanouté. Vervolgens won Sevilla op penalty's. Een maand later won Navas ook de finale van de Copa del Rey tegen Getafe. 
Op 19 september maakte hij zijn debuut in de Champions League tegen Arsenal, dat met 3-0 won. In het seizoen 2007/08 kwam hij tot vijf goals en dertien assists in maar liefst 53 wedstrijden. Op 19 mei 2010 won Navas voor de derde keer de Copa del Rey, door in de finale van Atletico Madrid te verslaan. Navas maakte zelf in de 91'ste minuut de tweede en laatste treffer. 
Het seizoen 2010/11 was een minder jaar voor hem door meerdere blessures, waardoor hij slechts 28 wedstrijden speelde. Vervolgens speelde hij nog twee seizoenen langs bijna alle competitiewedstrijden, waardoor hij na tien seizoenen op 389 wedstrijden in het shirt van Sevilla stond, met daarin 33 goals en 83 assists.

### Manchester City
Navas vertrok in juli 2013 naar Manchester City, dat 25 miljoen euro voor hem betaalde. Hier kreeg hij rugnummer 15. Hij maakte op 18 augustus zijn debuut tegen Newcastle United. Op 24 september scoorde hij in de EFL Cup tegen Wigan Athletic zijn eerste doelpunt voor City. Op 24 november scoorde hij tegen Tottenham Hotspur zijn eerste twee doelpunten in de Premier League. Navas stond op 2 maart 2014 in de finale van de EFL tegen Sunderland, waarin hij in de 90'ste minuut de laatste goal van de wedstrijd, de 3-1, waarna City won. Hij won dat seizoen ook de Premier League met City. 
Navas was vier seizoenen lang basisspeler bij City en won nog één prijs, de EFL Cup in 2015/16 door Liverpool in de finale te verslaan. Aan het einde van het seizoen 2016/17 werd zijn contract niet verlengd door de Engelse club. Hetzelfde gold voor zijn collega's Willy Caballero, Gaël Clichy en Bacary Sagna. Hij kwam tot 183 wedstrijden voor Manchester City, waarin hij goed was voor acht goals en 39 assists.

### Sevilla
Navas keerde in augustus 2017 transfervrij terug naar Sevilla. In het seizoen 2019/20 en 2022/23 won Navas met Sevilla de UEFA Europa League. Dit was voor Navas de vierde keer dat hij het Europese clubtoernooi won, nadat hij eerder al tweemaal de UEFA Cup won, zoals het clubtoernooi tot het seizoen 2008/09 heette. Hij speelde bijna 700 wedstrijden voor Sevilla en is daarmee met enorme afstand de speler met de meeste wedstrijden ooit voor Sevilla.

## Clubstatistieken
| Seizoen     | Club            | Competitie       | Competitie | Competitie | Competitie | Beker | Beker | Beker | Internationaal | Internationaal | Internationaal | Totaal | Totaal | Totaal |
| Seizoen     | Club            | Competitie       | Wed.       | Dlp.       | Ass.       | Wed.  | Dlp.  | Ass.  | Wed.           | Dlp.           | Ass.           | Wed.   | Dlp.   | Ass.   |
| ----------- | --------------- | ---------------- | ---------- | ---------- | ---------- | ----- | ----- | ----- | -------------- | -------------- | -------------- | ------ | ------ | ------ |
| 2003/04     | Sevilla         | Primera División | 5          | 0          | 0          | 0     | 0     | 0     | —              | —              | —              | 5      | 0      | 0      |
| 2004/05     | Sevilla         | Primera División | 23         | 2          | 1          | 2     | 1     | 0     | 5              | 0              | 1              | 30     | 3      | 2      |
| 2005/06     | Sevilla         | Primera División | 34         | 2          | 1          | 1     | 0     | 0     | 12             | 0              | 2              | 47     | 2      | 3      |
| 2006/07     | Sevilla         | Primera División | 29         | 1          | 0          | 3     | 1     | 0     | 9              | 0              | 2              | 41     | 2      | 2      |
| 2007/08     | Sevilla         | Primera División | 36         | 5          | 9          | 6     | 0     | 1     | 11             | 0              | 2              | 53     | 5      | 12     |
| 2008/09     | Sevilla         | Primera División | 35         | 4          | 13         | 8     | 1     | 0     | 6              | 0              | 2              | 49     | 5      | 15     |
| 2009/10     | Sevilla         | Primera División | 34         | 4          | 13         | 7     | 2     | 2     | 8              | 2              | 3              | 49     | 8      | 18     |
| 2010/11     | Sevilla         | Primera División | 15         | 1          | 5          | 7     | 0     | 1     | 6              | 1              | 1              | 28     | 2      | 7      |
| 2011/12     | Sevilla         | Primera División | 37         | 5          | 14         | 4     | 0     | 0     | 2              | 0              | 0              | 43     | 5      | 14     |
| 2012/13     | Sevilla         | Primera División | 37         | 0          | 7          | 7     | 1     | 3     | —              | —              | —              | 44     | 1      | 10     |
| Club Totaal | Club Totaal     | Club Totaal      | 285        | 24         | 63         | 45    | 6     | 7     | 59             | 3              | 13             | 389    | 33     | 83     |
| 2013/14     | Manchester City | Premier League   | 30         | 4          | 7          | 10    | 2     | 3     | 8              | 0              | 3              | 48     | 6      | 13     |
| 2014/15     | Manchester City | Premier League   | 35         | 0          | 9          | 5     | 1     | 2     | 7              | 0              | 0              | 47     | 1      | 11     |
| 2015/16     | Manchester City | Premier League   | 34         | 0          | 7          | 8     | 1     | 2     | 10             | 0              | 1              | 52     | 1      | 10     |
| 2016/17     | Manchester City | Premier League   | 24         | 0          | 2          | 7     | 0     | 3     | 5              | 0              | 0              | 36     | 0      | 5      |
| Club Totaal | Club Totaal     | Club Totaal      | 123        | 4          | 25         | 30    | 4     | 10    | 30             | 0              | 4              | 183    | 8      | 39     |
| 2017/18     | Sevilla         | Primera División | 26         | 1          | 0          | 8     | 1     | 0     | 10             | 0              | 2              | 44     | 2      | 2      |
| 2018/19     | Sevilla         | Primera División | 32         | 1          | 5          | 2     | 0     | 0     | 10             | 1              | 3              | 44     | 2      | 8      |
| 2019/20     | Sevilla         | Primera División | 38         | 0          | 7          | 3     | 0     | 1     | 6              | 0              | 2              | 47     | 0      | 10     |
| 2020/21     | Sevilla         | Primera División | 34         | 0          | 6          | 2     | 0     | 0     | 7              | 0              | 0              | 43     | 0      | 6      |
| 2021/22     | Sevilla         | Primera División | 25         | 0          | 3          | 0     | 0     | 0     | 8              | 0              | 0              | 33     | 0      | 2      |
| 2022/23     | Sevilla         | Primera División | 32         | 0          | 0          | 5     | 0     | 3     | 12             | 0              | 2              | 49     | 0      | 5      |
| 2023/24     | Sevilla         | Primera División | 29         | 0          | 2          | 2     | 0     | 0     | 5              | 0              | 0              | 36     | 0      | 2      |
| Club Totaal | Club Totaal     | Club Totaal      | 501        | 26         | 86         | 67    | 7     | 11    | 117            | 4              | 22             | 685    | 37     | 118    |
| TOTAAL      | TOTAAL          | TOTAAL           | 624        | 30         | 111        | 97    | 11    | 21    | 147            | 4              | 26             | 868    | 45     | 157    |

## Interlandcarrière
Navas debuteerde op 16 november 2009 in het Spaans nationaal elftal. In een oefenwedstrijd tegen Argentinië kwam hij in de tweede helft als invaller voor Andrés Iniesta in het veld. Een jaar later won hij met Spanje het WK 2010. Daarop speelde hij zelf de tweede groepswedstrijd tegen Honduras (2-0 winst) van begin tot eind. In zowel de eerste groepswedstrijd tegen Zwitserland (0-1 verlies) als in de finale tegen Nederland (0-1 winst na verlengingen) viel hij na een uur spelen in. Navas maakte ook deel uit van de Spaanse ploeg die het EK 2012 won. Hij was tijdens dit toernooi invaller in de groepswedstrijden tegen Italië en Kroatië en in de halve finale tegen Portugal. Op 18 juni 2023 won Navas de UEFA Nations League met de Spaanse selectie, waarin de finale na een strafschoppenreeks werd gewonnen van Kroatië. Navas werd hierdoor de eerste voetballer ooit die het wereldkampioenschap, Europees kampioenschap en de UEFA Nations League won. Hij werd op 7 juni 2024 door bondscoach Luis de la Fuente opgenomen in de Spaanse selectie voor het EK 2024 in Duitsland, dat gewonnen werd door Spanje. Het was zijn derde en laatste grote toernooi en zijn vierde prijs met Spanje in totaal. 

## Angststoornis
Navas lijdt aan chronische heimwee van dusdanige aard dat hij meerdere malen trainingskampen in Spanje verliet omdat ze te ver van Sevilla vandaan lagen. Daarnaast heeft Navas angstaanvallen en epileptische insulten. In 2007 weigerde hij in eerste instantie om met Sevilla naar de Verenigde Staten te reizen voor oefenwedstrijden, maar ging uiteindelijk toch in de hoop dat het zou helpen bij het overwinnen van zijn heimwee.

## Erelijst
| Competitie                    | Aantal  | Jaren                              |
| Sevilla                       | Sevilla | Sevilla                            |
| ----------------------------- | ------- | ---------------------------------- |
| UEFA Cup / UEFA Europa League | 4×      | 2005/06, 2006/07, 2019/20, 2022/23 |
| UEFA Super Cup                | 1×      | 2006                               |
| UEFA–CONMEBOL Club Challenge  | 1×      | 2023                               |
| Copa del Rey                  | 2×      | 2006/07, 2009/10                   |
| Supercopa de España           | 1×      | 2007                               |
| Manchester City               |         |                                    |
| Premier League                | 1×      | 2013/14                            |
| EFL Cup                       | 2×      | 2013/14, 2015/16                   |
| Spanje                        |         |                                    |
| FIFA WK                       | 1×      | 2010                               |
| UEFA EK                       | 2×      | 2012, 2024                         |
| UEFA Nations League           | 1×      | 2022/23                            |

Persoonlijk
| Spanje                                      |    |                  |
| La Liga – Beste Aanvallende Middenvelder    | 1× | 2009/10          |
| UEFA                                        |    |                  |
| UEFA – La Liga Team van het Seizoen         | 1× | 2018/19          |
| UEFA Europa League – Team van het Seizoen   | 2× | 2019/20, 2022/23 |
| UEFA Europa League – Speler van het Seizoen | 1× | 2022/23          |

Onderscheidingen
| Spanje                                                |    |      |
| Gouden Medaille; Koninklijke Orde van Sportverdienste | 1× | 2011 |